# Aimee Teegarden
Aimee Richelle Teegarden (Downey, 10 ottobre 1989) è un'attrice statunitense, famosa per aver partecipato a Friday Night Lights.

## Carriera
Nasce e cresce a Downey in California, periferia di Los Angeles, con sua madre, suo padre e un fratello. Alla giovane età di dieci anni viene contattata per partecipare a dei corsi di recitazione; i suoi genitori accettano questa proposta e la introducono addirittura in altri corsi.
Aimee ha molti hobby e pratica molti sport: hockey, baseball, calcio, football, lacrosse, snowboard e surf. Quando torna a casa partecipa a dei progetti con una associazione per aiutare la comunità e i meno fortunati. Ha fatto la modella per alcune campagne Old Navy, Tommy Hilfiger, Alltel e Hollister. Ha partecipato come comparsa in alcune serie televisive Cold Case, Hannah Montana e Ned - Scuola di sopravvivenza. Il suo ruolo più importante è sicuramente quello di Julie Taylor nel telefilm Friday Night Lights dove partecipa nel ruolo della figlia del Coach e ragazza di Matt Saracen.
Aimee è anche apparsa in alcuni film For Sale by Owner e The Perfect Age of Rock and Roll.
Recentemente è stata inoltre partecipe nel video del singolo Made in the USA, di Demi Lovato.

## Filmografia

### Cinema
- Sailing for Madagascar, regia di Tom Oesch (2005) - cortometraggio
- The Perfect Age of Rock 'n' Roll, regia di Scott D. Rosenbaum (2009)
- Il richiamo della foresta 3D (Call of the Wild 3D), regia di Richard Gabai (2009)
- For Sale by Owner, regia di Robert J. Wilson (2009)
- Beautiful Wave, regia di David Mueller (2011)
- Scream 4, regia di Wes Craven (2011)
- Prom (Prom), regia di Joe Nussbaum (2011)
- Beneath the Darkness, regia di Martin Guigui (2011)
- Love and Honor, regia di Danny Mooney (2013)
- My Bakery in Brooklyn - Un pasticcio in cucina (My Bakery in Brooklyn), regia di Gustavo Ron (2016)
- The Ring 3 (Rings), regia di F. Javier Gutiérrez (2017)

### Televisione
- Cold Case - Delitti irrisolti (Cold Case) – serie TV, episodio 1x04 (2003)
- Hannah Montana – serie TV, episodio 1x13 (2006)
- Friday Night Lights – serie TV, 73 episodi (2006-2011)
- Ned - Scuola di sopravvivenza (Ned's Declassified School Survival Guide) – serie TV, episodio 3x11 (2007)
- CSI: Miami – serie TV, episodio 7x17 (2009)
- 90210 – serie TV, episodi 1x15-1x16-1x17 (2009)
- La spada della verità (Legend of the Seeker) – serie TV, episodio 2x04 (2009)
- CSI - Scena del crimine (CSI: Crime Scene Investigation) – serie TV, episodio 10x19 (2010)
- Aim High – serie web, 16 episodi (2011-2013)
- Ladies of Rap – webserie, episodio 1x05 (2012)
- The Selection – episodio pilota scartato (2012)
- Call Me Crazy: A Five Film, registi vari – film TV (2013)
- Star-Crossed – serie TV, 13 episodi (2014)
- Notorious – serie TV, 10 episodi (2016)
- Quel piccolo grande miracolo di Natale (Once Upon a Christmas Miracle), regia di Gary Yates – film TV (2018)
- Un buon proposito (A New Year's Resolution), regia di Lesley Demetriades – film TV (2021)
- Una famiglia sotto l'albero (My Christmas Family Tree), regia di Jason Bourque – film TV (2021)

## Doppiatrici italiane
Nelle versioni in lingua italiana dei suoi lavori, Aimee Teegarden è stata doppiata da:
- Valentina Favazza in CSI Miami, My Bakery in Brooklyn - Una pasticcio in cucina, The Ring 3
- Letizia Ciampa in CSI - Scena del crimine, Star-Crossed
- Ludovica De Caro in Il richiamo della foresta 3D
- Roberta De Roberto in Scream 4, Un buon proposito
- Chiara Gioncardi in Prom
- Veronica Puccio in Friday Night Lights
- Eva Padoan in 90210
- Benedetta Ponticelli in Notorius